# Sina Mesdag van Houten
Sina Mesdag Van Houten (Groninga, 23 dicembre 1834 – L'Aia, 20 marzo 1909) è stata una pittrice olandese, esponente della Scuola dell’Aia.

## Biografia
Sina, conosciuta col diminutivo di Sientje, Mesdag Van Houten era la maggiore di sette figli di Derk van Houten e Barbara Elisabeth Meihuizen. Suo padre Derk gestiva una grande segheria azionata da un mulino a vento sul Damsterdiep, il canale che collega Groningen a Delfzijl. Suo fratello Samuel van Houten è stato un politico liberale che ha ricoperto la carica di Ministro degli Interni dal 1894 al 1897. Era, inoltre, la zia di Gerrit, Barbara e Alida van Houten anch'essi pittori.
Nell'aprile 1856 Sientje van Houten sposò Hendrik Willem Mesdag, concittadino, allora ancora funzionario di banca ma con inclinazione artistica. Sette anni dopo, nel 1863, nacque il loro unico figlio, Klaas.
Nel 1864 suo padre Derk morì e le lasciò la cospicua eredità di seimila ghinee, che premise al marito Hendrik di lasciare il lavoro in banca per coronare il sogno di dedicarsi unicamente alla pittura e infine diventare un artista professionista.
Sientje accompagnò suo marito a Bruxelles per studiare presso il pittore Willem Roelofs. La loro casa in Rue Van de Weyer era spesso il punto di ritrovo per altri i pittori olandesi e belgi, e anche Sientje, in questo contesto stimolante inizia ad avvicinarsi alla pittura. Oltre a Roelofs frequentano anche il cugino di Hendrik, l'artista professionista, Lawrence Alma-Tadema.
La coppia con il figlioletto trascorrono l'estate del 1866 presso la colonia di artisti di Oosterbeek e l'estate del 1868 sull'isola di Nordeney dove entrambi si dedicano a dipingere marine. Infine trasferirono permanentemente la loro residenza a L'Aia nel 1869, dove vissero in una casa in Anna Paulownastraat e successivamente in una casa in Laan van Meerdervoort. Il marito Hendrik, per concentrarsi sui paesaggi marini, in seguito affittò uno studio di fronte al mare a Villa Elba a Scheveningen dove lui e Sientje trascorrevano ore a dipingere e disegnare. In questo periodo, per migliorare la sua competenza artistica, Sientje prese lezioni di disegno dall’amico di famiglia e pittore Christian d'Arnaud Gerkens.
Nel 1871, il loro unico figlio di 8 anni, Klaas, morì di difterite. Nel tentativo di riprendendosi da questa tragedia, Sientje inizio a dedicare sempre più tempo alla pittura. All'inizio, Sientje si concentrò sulla pittura di paesaggi e spesso usciva di casa e andava a dipingere tra le dune di Scheveningen con la sua amica e artista, Harriet Lido, che le dava costantemente consigli artistici. Sientje Mesdag-van Houten ha esplorato diverse aree del paese per ritrarne i paesaggi, in particolare le brughiere, come nel Drenthe, Overijssel e nella regione del Veluwe nel Gelderland. Oltre al suo amore per la pittura di paesaggio iniziò a specializzarsi anche in nature morte.
Nel 1874, insieme a Gerardina Jacoba van de Sande Bakhuyzen, Kate Bisschop-Swift e Margaretha Roosenboom, dipinse "Gli orfani dell'Aia" (Haagse weeskinderen), un dipinto per l'allora regina Sofia in occasione del giubileo reale dei 25 anni di regno di re Guglielmo III.
Nel corso degli anni, è diventata sempre più affermata come artista a tal punto che iniziò ad esporre i suoi dipinti a mostre nazionali in Europa e in America ed ad esporre in collettive della Scuola dell'Aia tenute dalla Dutch Drawing Society presso il Pulchri Studio. Suo marito Hendrik era un membro del Purchri Studio e in diverse occasioni marito e moglie hanno esposto insieme.
Sientje Mesdag van Houten rimase in contatto con altre donne pittrici e divenne punto di riferimento e mentore per molte giovani aspiranti artiste che si riunivano nel suo studio per consigli artistici, tra cui anche le nipoti e l'artista di origine norvegese Betzij Rezora Akersloot-Berg (di cui nel 1887 dipinge il ritratto). L'amico di famiglia e collega artista Jozef Israels l'ha definita "un esempio di femminismo".

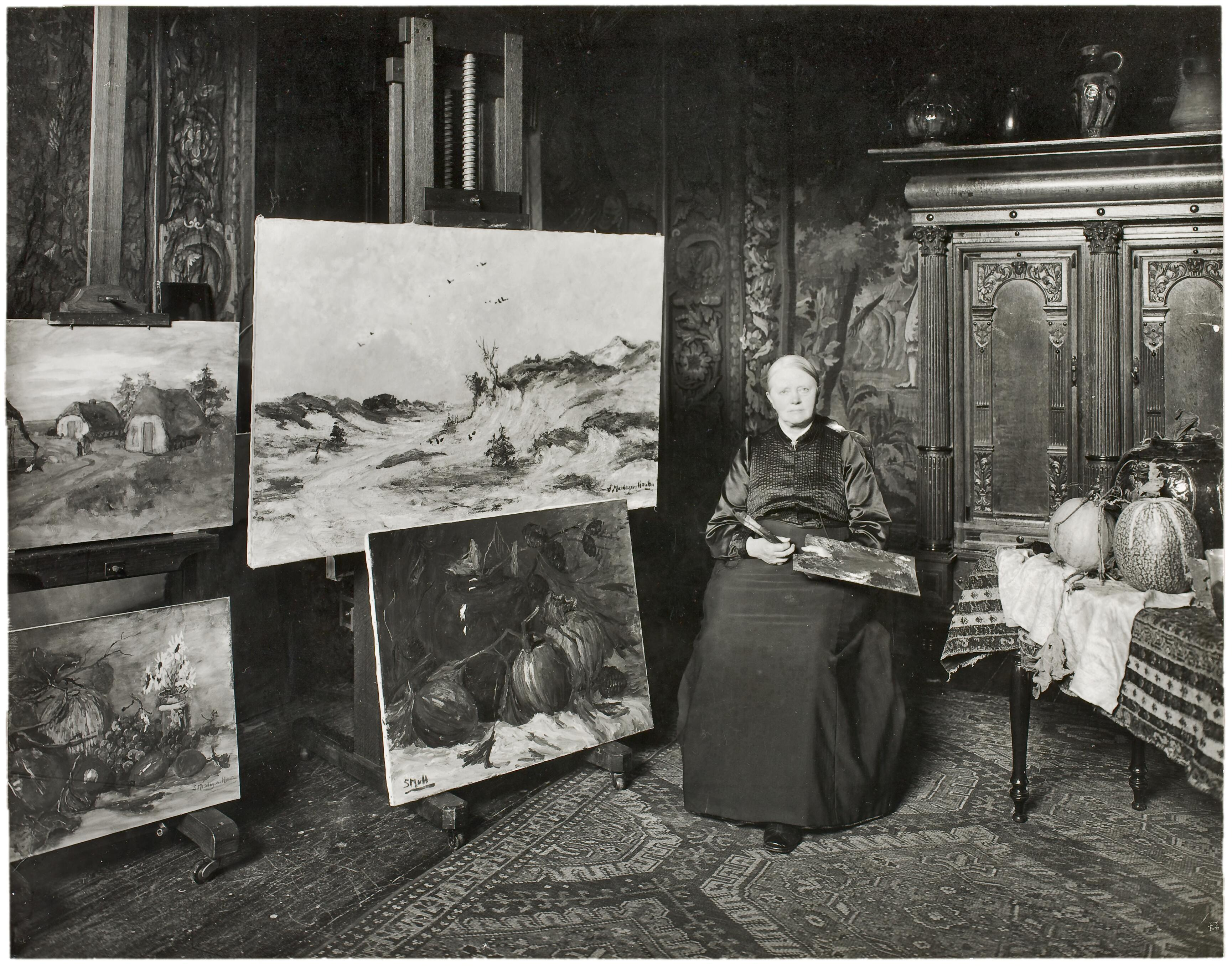
Sientje Mesdag van Houtennel suo studio (1903)

Nel 1881 aiutò il marito a dipingere l'incredibile dipinto panoramico di Scheveningen, diventato noto come Panorama Mesdag. Con i suoi 120 metri di circonferenza rimane a tutt'oggi il dipinto circolare più grande del mondo. Hendrik Mesdag ha incluso la moglie Sientje nella tela, ritraendola mentre dipinge sulla spiaggia sotto un parasole bianco.
Quadri di Sientje Mesdag van Houten sono stati esposti in numerosi paesi. Nel 1884, uno dei suoi paesaggi vinse una medaglia d'oro ad Amsterdam e nel 1889 ricevette una medaglia di bronzo a Parigi per un paesaggio di brughiera.
Il 21 dicembre 1904 Mesdag van Houten fu nominata Ufficiale dell'Ordine di Orange-Nassau. Il 23 dicembre 1904, Sientje festeggiò il suo settantesimo compleanno presso la società artistica, Pictura, e durante la celebrazione le intitolarono una sala nella loro nuova sede. Nel 1905 Il Pulchri Studio ha allestito una mostra d’onore a lei dedicata.
Sientje e suo marito Henrik oltre che pittori, erano anche avidi collezionisti d'arte e arrivarono ad accumulare quasi trecentocinquanta dipinti oltre a oggetti d'arte, porcellane e manufatti dall'Olanda e dall'Asia. I loro preferiti gli artisti francesi della Scuola di Barbizon, quali Millet e Daubigny. La loro collezione congiunta crebbe a tal punto che nel 1887 fecero costruire un museo accanto alla loro casa in Laan van Meerdervoort a l’Aia. Nel 1903 Sientje e Hendrik donarono la collezione e il museo allo stato olandese ancora oggi visitabile e conosciuta come Collezione Mesdag.
Opere di Mesdag Van Houten si trovano nelle collezioni di Rijksmuseum di Amsterdam, Groninger Museum, Drents Museum ad Assen, Fraeylemaborg a Slochteren, Museum Lambert van Meerten a Delft e Collezione Mesdag, Museo Panorama Mesdag e Gemeentemuseum Den Haag a L'Aia.
Sientje van Houten morì nel 1909, all'età di 74 anni. È sepolta nel cimitero di Oud Eik en Duinen a L'Aia, accanto al marito Hendrik e al fratello Samuel che le sopravvissero rispettivamente 6 e 21 anni.

## Opere

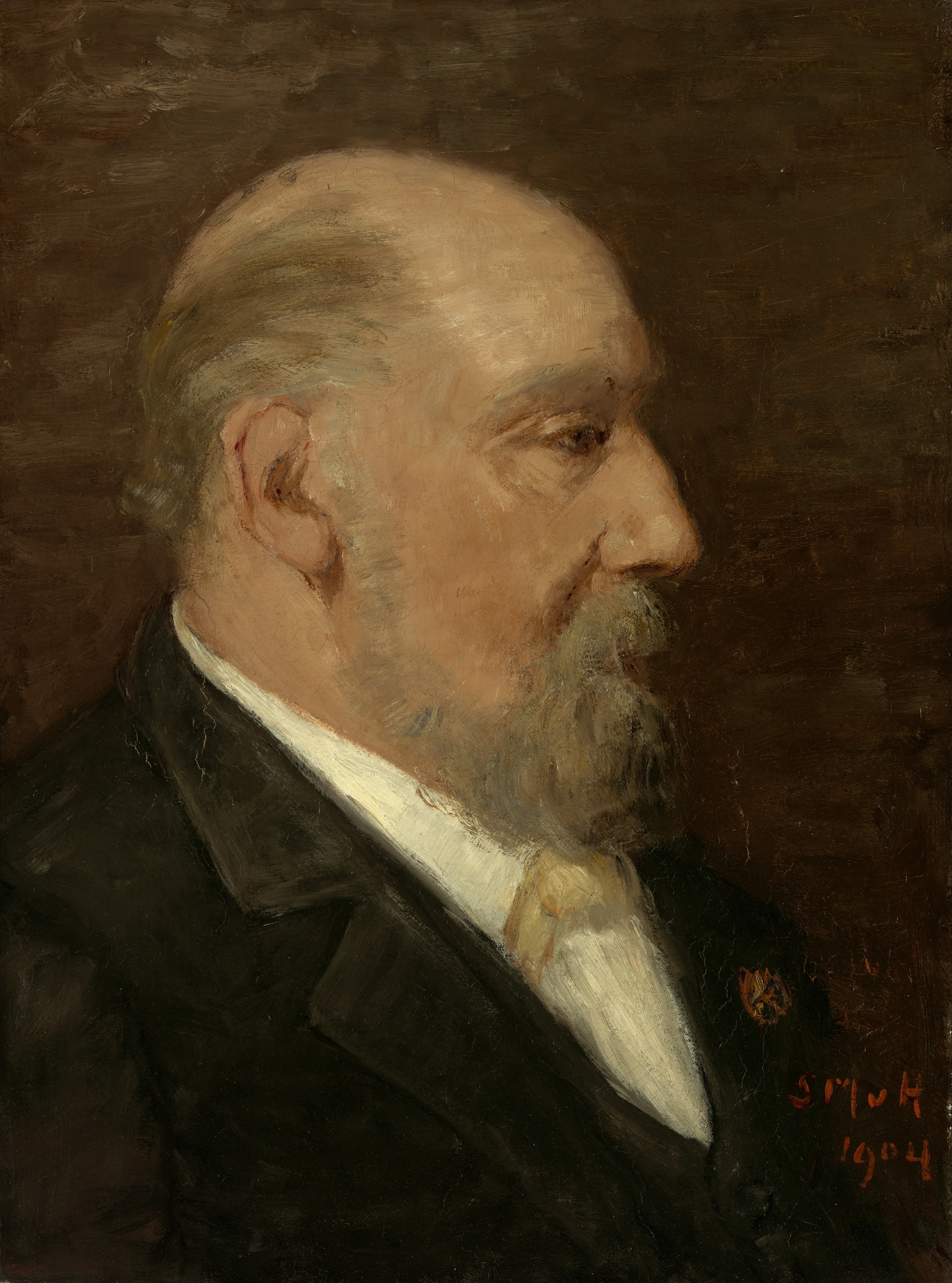
Ritratto di Hendrik Willem Mesdag
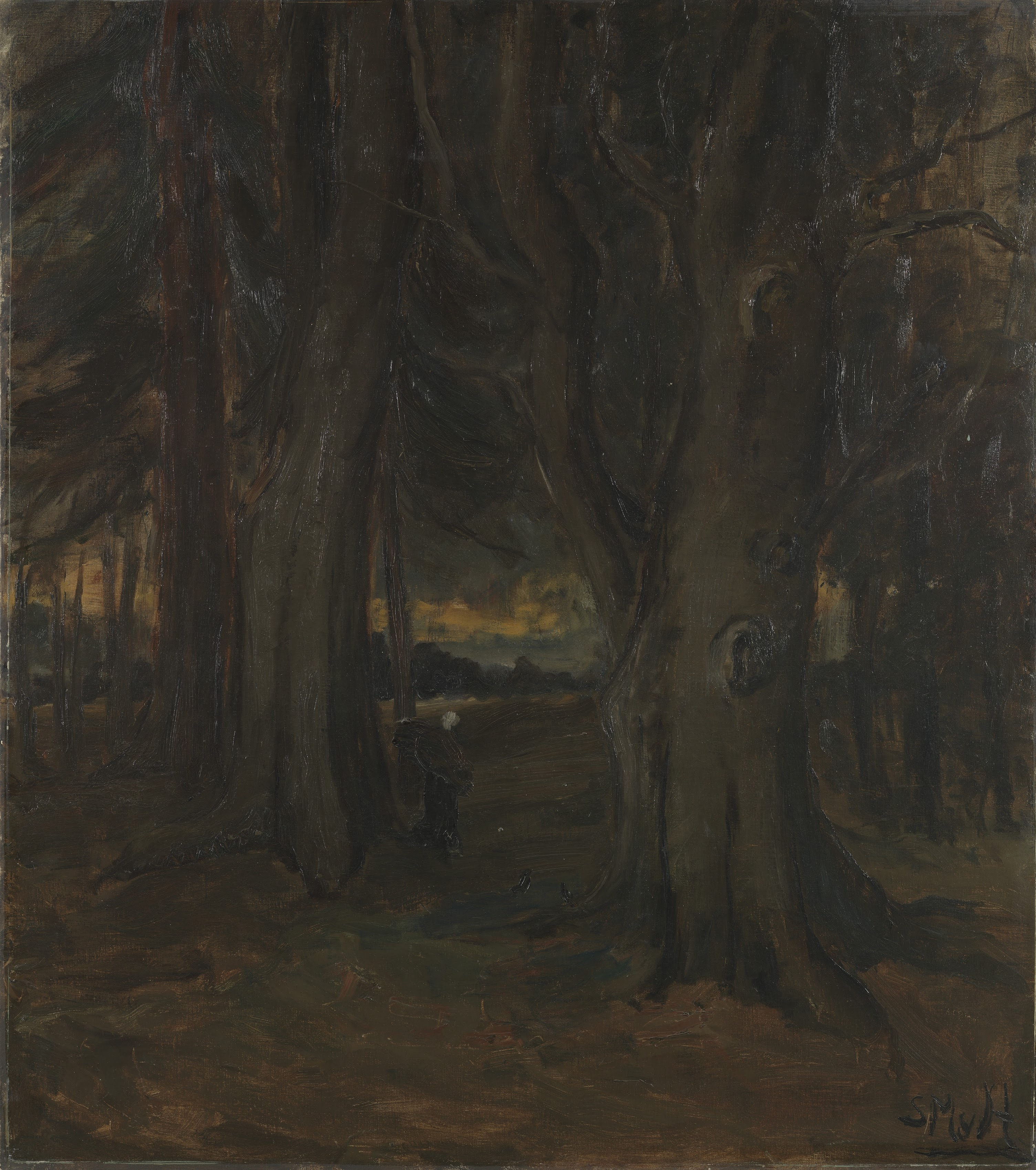
Bosco
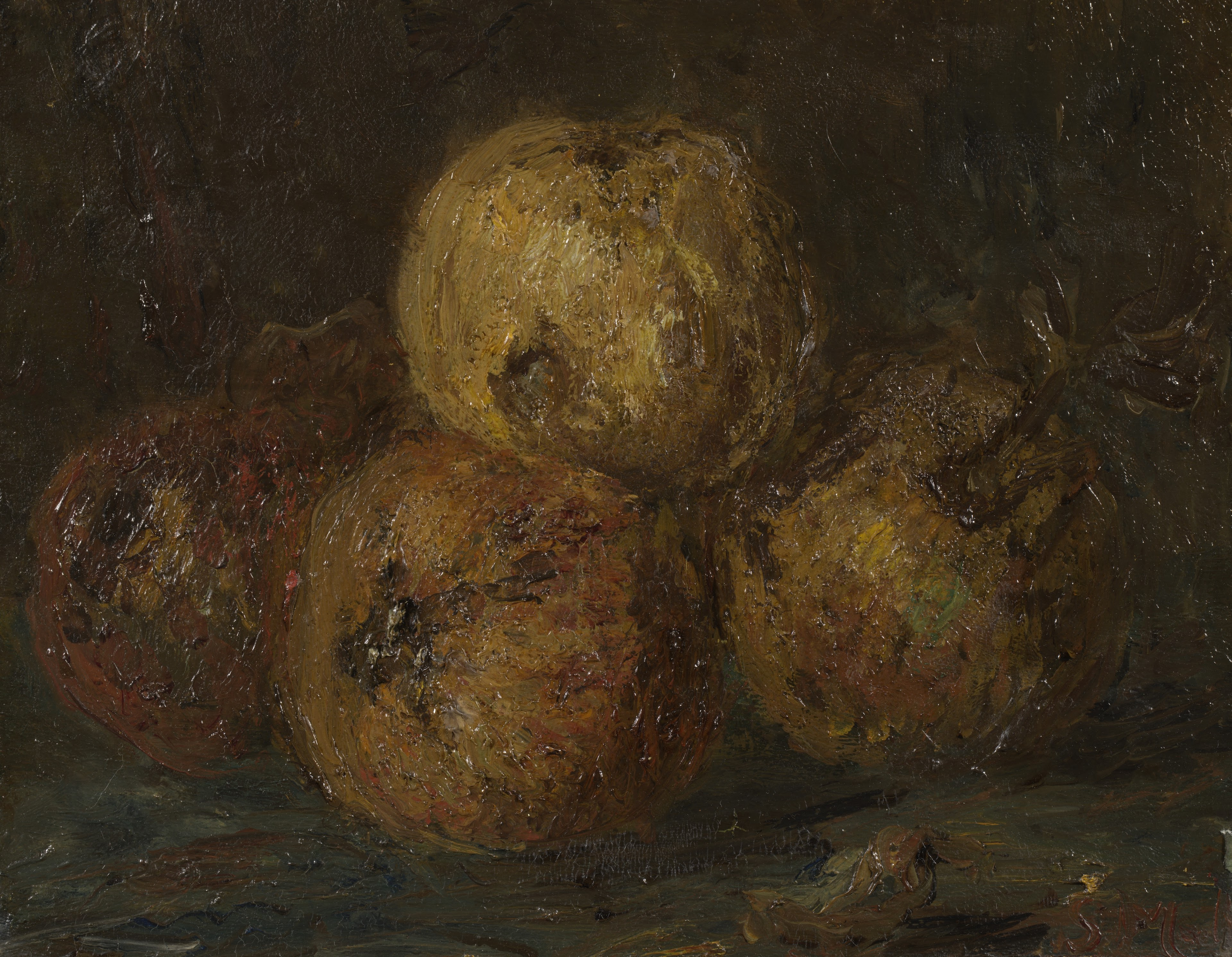
Natura morta con mele
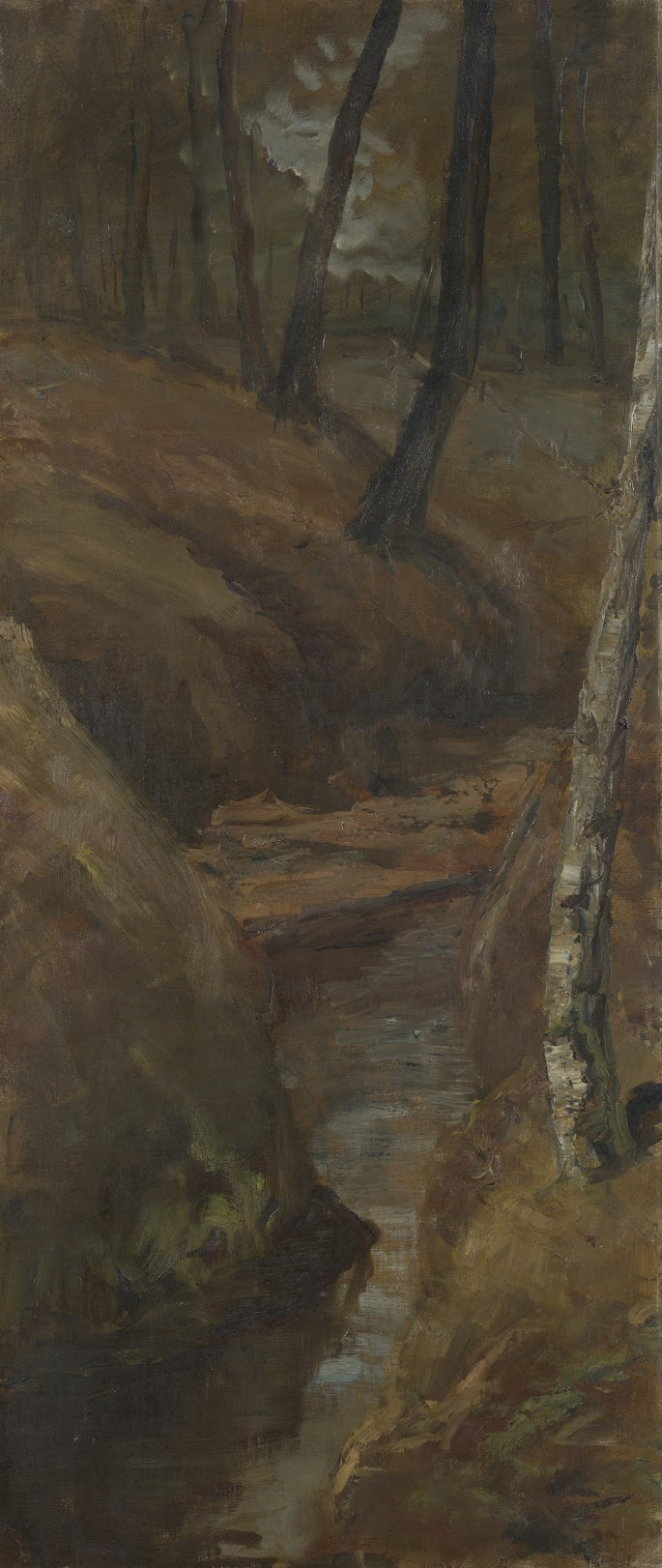
Betulle vicino Arnhem
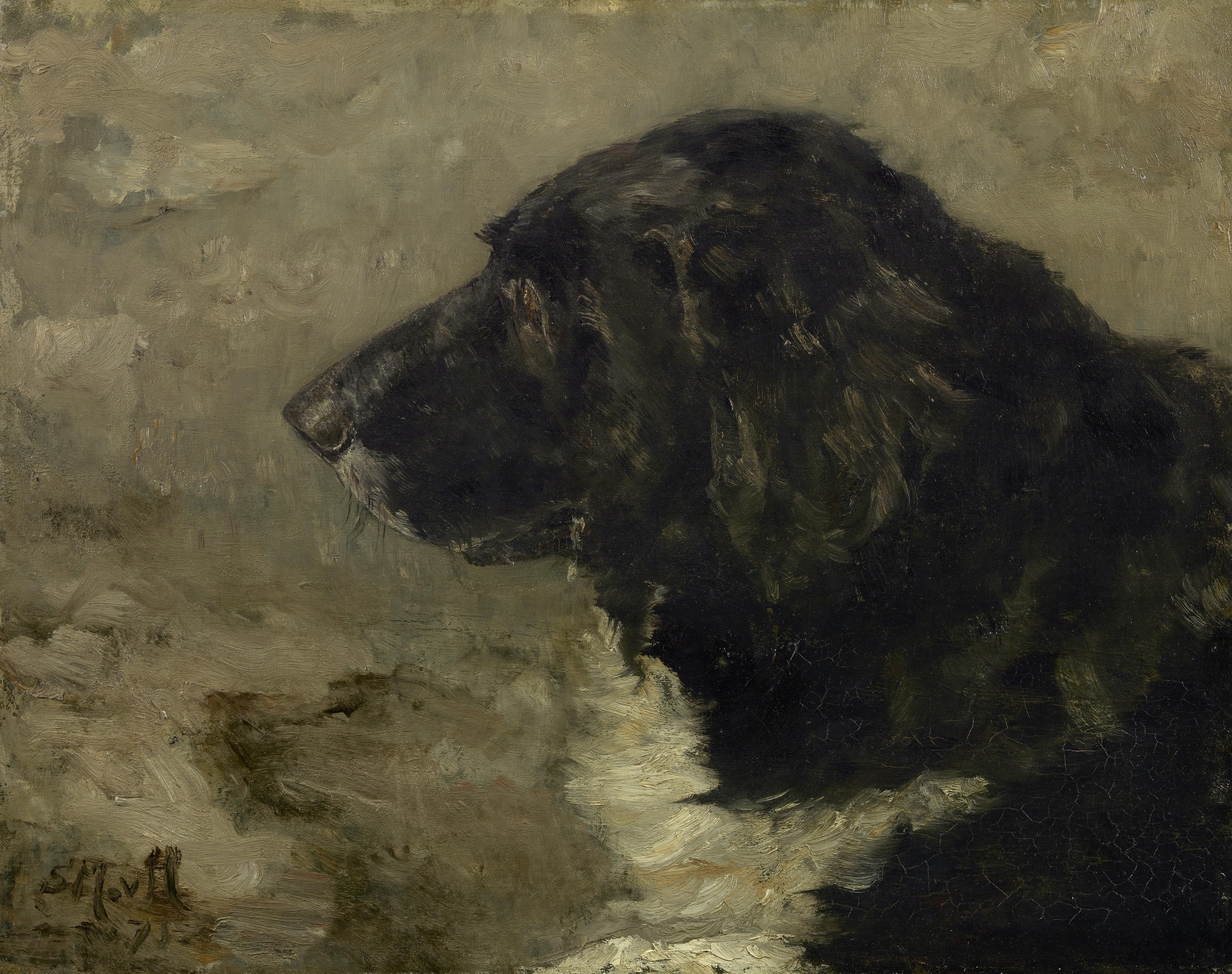
Nero
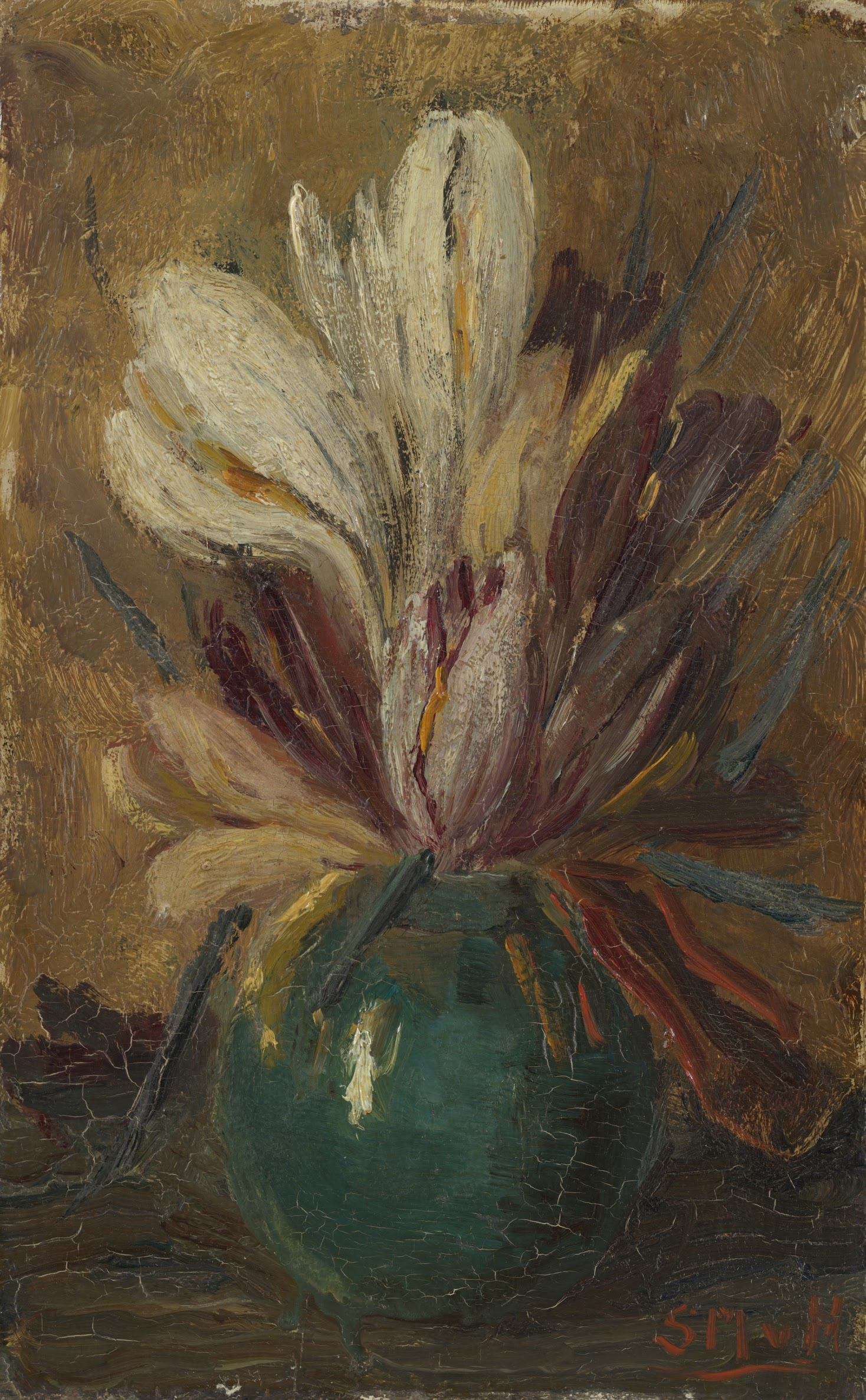
Natura morta, vaso con crochi
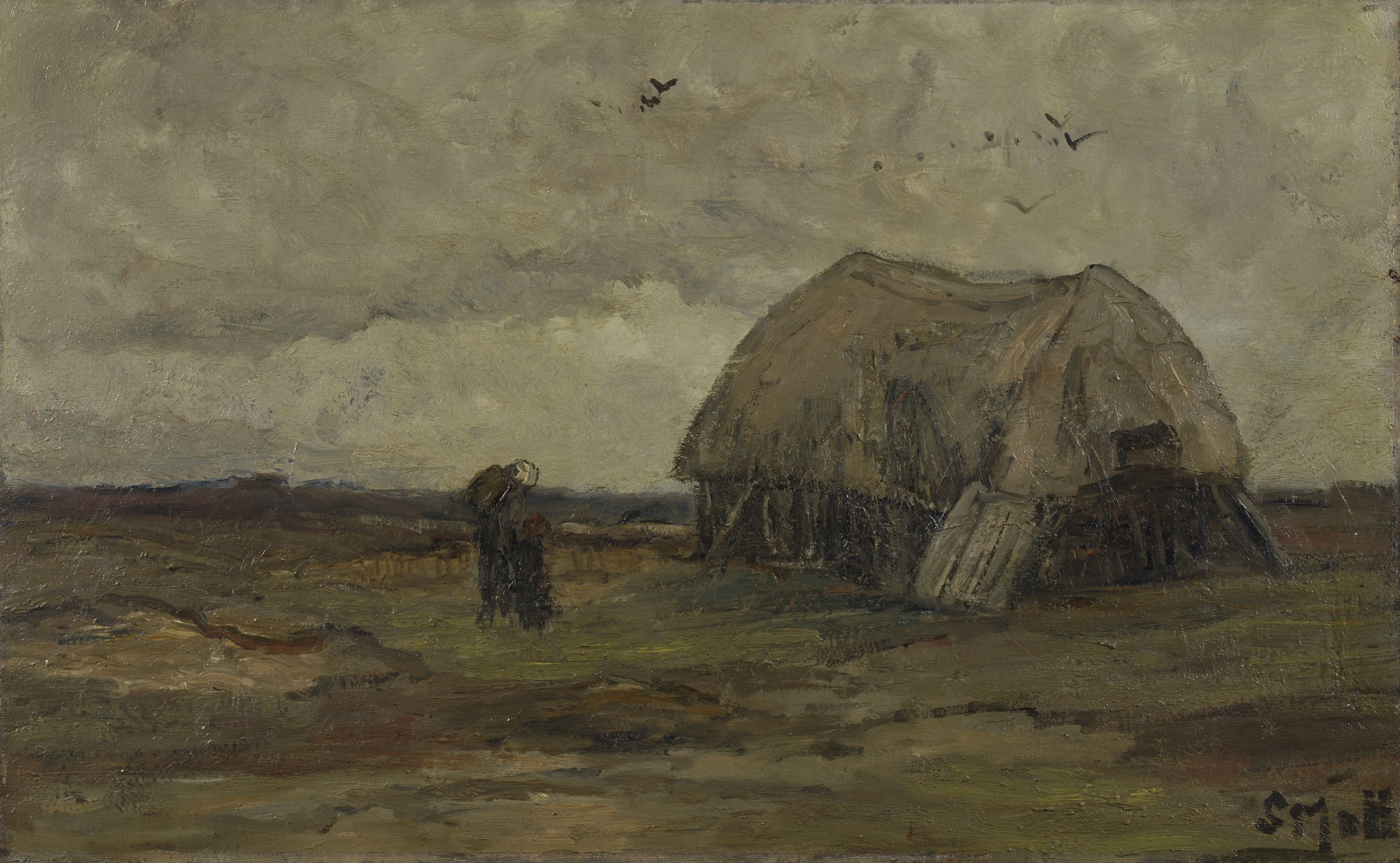
Capanno a Hattem
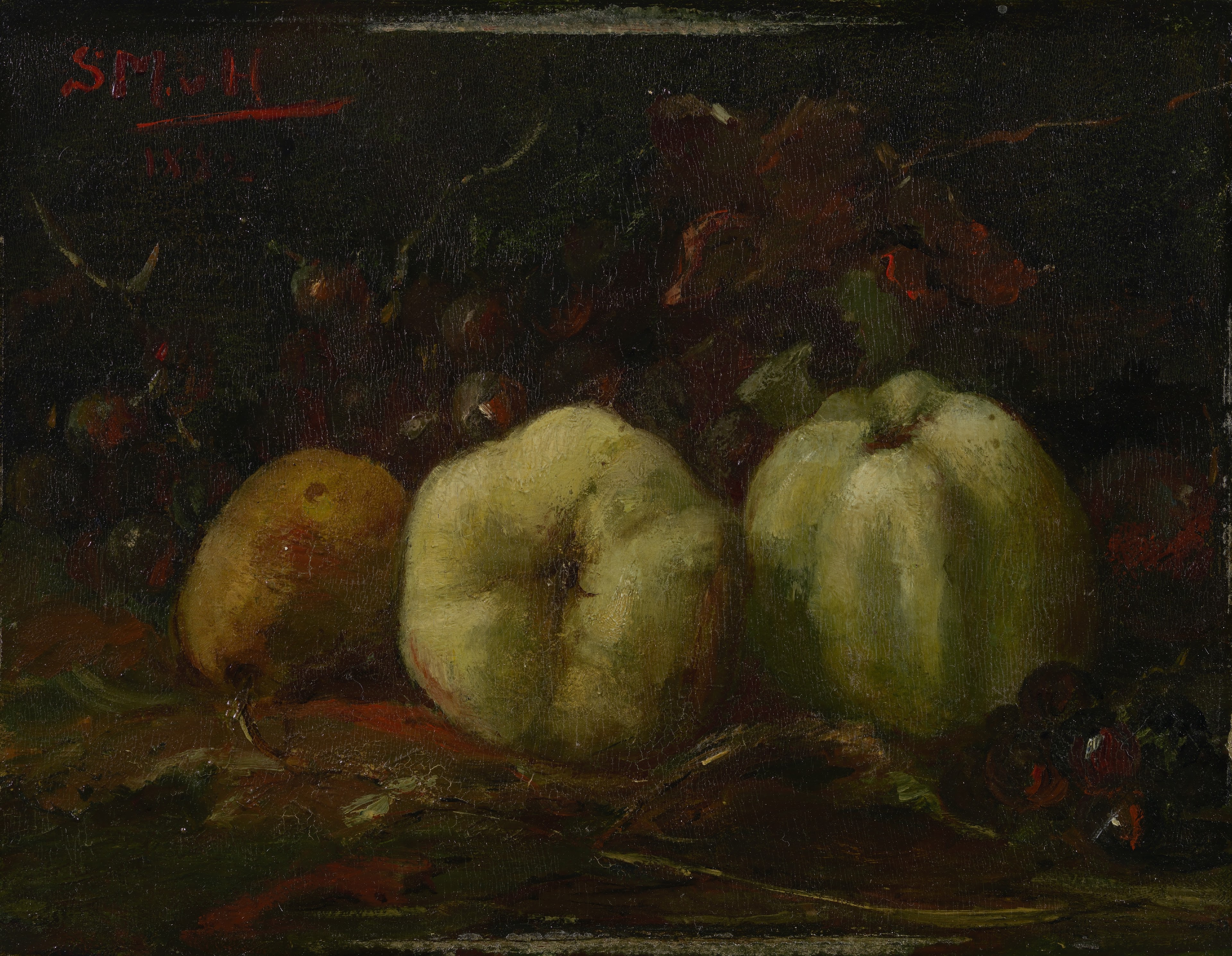
Natura morta con mele e uva